# Prussínok
Prussínok (en rus: Прусынок) és un poble de l'óblast d'Oriol, a Rússia, segons el cens del 2010 tenia 233 habitants, pertany al municipi de Russki Brod.